# Comissário de Polícia
Comissário de Polícia, no Brasil, é a denominação dada ao cargo mais elevado das carreiras de agente de autoridade das polícias civis.
Essa designação surgiu, primeiramente, no país, no período da Intendência Geral de Polícia da Corte e do Estado do Brasil, criada em 10 de maio de 1808, quando foi instituído o Corpo de Comissários de Polícia, por Aviso Ministerial de 25 de maio do mesmo ano. Tinham como funções, dentre outras, chefiar as repartições da Polícia da Corte e proceder investigações.
A categoria funcional perdeu as suas atribuições com a criação do cargo de delegado de polícia, através da Lei nº 261, de 3 de dezembro de 1841

Nos demais países, o nome tem significado diverso. Pode designar o chefe de polícia, como ocorre nas polícias municipais estadounidenses ou, ser um dirigente de comissariado de polícia (o mesmo que delegacia) de uma circunscrição policial, como ocorre na França.